# Niederhäslich
Niederhäslich ist ein Stadtteil der sächsischen Großen Kreisstadt Freital im Landkreis Sächsische Schweiz-Osterzgebirge.

## Geographie
Niederhäslich liegt im Südosten des Freitaler Stadtgebietes. Im Westen grenzen Deuben und Schweinsdorf an. Niederhäslich liegt an der Staatsstraße 36 nach Possendorf. Südwestlich erhebt sich der Raschelberg, nach Süden der Wachtelberg

## Geschichte
Niederhäslich wurde im Jahr 1330 erstmals urkundlich erwähnt. Zu seiner Gründung war der Ort ein Straßenangerdorf. 1278 lag die Verwaltungszugehörigkeit beim „castrum Dresden“. 1554 übte das Rittergut Gauernitz die Grundherrschaft aus. Ab 1590 war Niederhäslich zum Amt Dippoldiswalde gehörig und seitdem Amtsdorf. Von 1856 bis 1875 gehörte Niederhäslich zum Gerichtsamt Döhlen, später zur Amtshauptmannschaft Dresden. 1915 wurde Niederhäslich als zweiter Ortsteil nach Deuben eingemeindet. 
1921 schloss sich Deuben mit Döhlen und Potschappel zur Stadt Freital zusammen, Niederhäslich wurde zunächst kein eigener Stadtteil der neuen Stadt, es blieb Deuben zugeordnet und existierte als Ortschaft weiter. In den 1950er Jahren wurde auf den Niederhäslicher Fluren die „Siedlung der Stahlwerker“ noch in traditioneller Stein-auf-Stein-Bauart errichtet. Kurz nach 1960 entstand als Fortsetzung der Siedlung das Neubaugebiet „Raschelberg-Ost“ in Plattenbauweise. Im Zentrum dieser Siedlung wurde 1953 die Plastik „Stahlwerker“ von Friedrich Press aufgestellt. Trotz dieser Neubaugebiete bewahrte Niederhäslich seinen bäuerlichen Charakter.
Im Zuge einer Gemeindeteiländerung im März 2011 wurden Niederhäslich und Schweinsdorf eigene Stadtteile Freitals.

### Entwicklung der Einwohnerzahl
| Jahr | Einwohner                               |
| ---- | --------------------------------------- |
| 1554 | 18 besessene Mann, 32 Inwohner          |
| 1764 | 25 besessene Mann, 4 Gärtner, 3 Häusler |
| 1834 | 314                                     |
| 1871 | 1370                                    |
| 1890 | 2322                                    |
| 1910 | 3396                                    |
| 2010 | 2842                                    |
| 2015 | 2850                                    |
| 2017 | 2829                                    |

## Persönlichkeiten
In Niederhäslich wurden der Künstler Gustav Schaffer (1881–1937) und der Maler und Grafiker Hermann Lange (1890–1939) geboren.